# Адонц Микола Георгійович
Микола (Нікогайос) Георгійович Адонц (10 (22) січня 1871, Брнакот — 27 січня 1942, Брюссель) — вірменський історик і філолог, вірменознавець, візантолог.

## Біографія
Народився у 1971 році в селі Брнакот, Вірменія. Початкову освіту отримав в школі при Татевському монастирі. Потім навчався в Духовній семінарії Геворкян в Ечміадзині і в 2-й класичній гімназії Тифліса. У 1894 році вступив на історико-філологічний факультет Санкт-Петербурзького університету, з наступного року паралельно відвідував заняття на факультеті східних мов, який закінчив у 1899 році з золотою медаллю. Був одним з учнів сходознавця М. Я. Марра. У 1899–1902 роках вивчав візантологію в університетах Мюнхена, Сорбони і Оксфорда.
У 1903 році повернувся на Кавказ, де вивчав грузинську мову і пізніше працював в Ечміадзинському сховищі давньовірменських рукописів. У 1908 році опублікував одну зі своїх найзначніших робіт «Вірменія в епоху Юстиніана». У 1909 році здобув ступінь магістра і став приват-доцентом Санкт-Петербурзького університету. У 1916 році, захистивши роботу «Діонісій Фракійський і вірменські тлумачі», отримав ступінь доктора вірменської словесності і був обраний професором кафедри вірменської і грузинської словесності Санкт-Петербурзького університету. Цього ж року взяв участь в експедиції до Ечміадзину, потім в Муш і Ван.
У 1920 році емігрував до Європи. Спершу жив у Лондоні, у 1921 році переїхав до Парижу. Він продовжував науково-дослідницьку роботу, друкувався у французьких і вірменських журналах. У 1930 році очолив кафедру вірменістики у Брюссельському вільному університеті і наступного року переїхав до Брюсселя. Основною темою його лекцій були вірмено-візантійські відносини. В ці роки у різних виданнях, зокрема, в журналі «Byzantion», з'явились його найкращі роботи. У 1940 році, коли Бельгію зайняли німецькі війська, Брюссельський університет припинив свою діяльність.
27 січня 1942 року Микола Адонц помер у Брюсселі. Його рукописна спадщина була переправлена до Парижу і зберігалась в Комітеті допомоги вірменам, книги придбала вірменська колонія Брюселля.

## Наукові праці
Є автором близько 120 досліджень, серед яких найбільш відомі:
- «Вірменія в епоху Юстиніана» (1908),
- «Діонісій Траційський і вірменські тлумачі» (1915),
- «Критична історія Вірменії» (завершений 1-й том).

Автор джерелознавчих статей, в яких досліджуються твори вірменських істориків Мовсеса Хоренаці, Фавстоса Бузанда, Корюна.